# 上芳養
上芳養（かみはや）は、和歌山県田辺市の町丁。2020年3月末現在の人口は1,600人。郵便番号は646-0101。本項ではかつて同区域に存在した西牟婁郡上芳養村（かみはやむら）についても記す。

## 地理
田辺市の北西部、芳養川の上流域にあたる。西で中芳養、南で芳養町・稲成町・上秋津、東で秋津川、北で日高郡みなべ町清川・島之瀬・東本庄に接する。和歌山県道199号芳養清川線が芳養川に沿って南北に縦断し、東西を和歌山県道30号田辺印南線が横断する。両県道には重複区間が存在する。また、和歌山県道30号から和歌山県道208号が北東に分岐する。

### 山岳
- 竜神山
- 三星山
- 大蛇峰

### 河川
- 芳養川
- 西郷川
- 小恒川

## 歴史
- 幕末 - 牟婁郡東山村・西山村・日向村が存在。「旧高旧領取調帳」の記載によると紀州藩附家老安藤氏領。
- 慶応4年1月24日（1868年2月17日） - 安藤氏領が立藩して田辺藩領となる。
- 明治4年7月14日（1871年8月29日） - 廃藩置県により田辺県の管轄となる。
- 明治4年11月22日（1872年1月2日） - 和歌山県の管轄となる。
- 1879年（明治12年）1月20日 - 所属郡が西牟婁郡に変更。この年、東山村・西山村・日向村が合併して上芳養村となる。
- 1889年（明治22年）4月1日 - 町村制の施行により、近世以来の上芳養村が単独で自治体を形成。
- 1956年（昭和31年）9月30日 - 上芳養村が中芳養村・秋津川村・上秋津村・三栖村・長野村と合併して牟婁町が発足。同町の大字となる。
- 1964年（昭和39年）10月15日 - 牟婁町が田辺市に編入。同市の大字となる。

## 交通

### バス
龍神自動車
- 上芳養線
  - 本社・あけぼの - 紀南病院 - 紀伊田辺 - 芳養駅 - 上小恒

### 道路
- 和歌山県道30号田辺印南線
- 和歌山県道199号芳養清川線
- 和歌山県道208号秋津川田辺線

## 施設
- 田辺市立日向保育所
- 田辺市立上芳養中学校
- 田辺市立上芳養小学校
- 上芳養郵便局
- JA紀南上芳養選果場
- JA紀南上芳養加工場
- 金毘羅神社
- 千福寺
- 正寿院